# Larus
A Larus a madarak osztályának lilealakúak (Charadriiformes) rendjébe és a sirályfélék (Laridae) családjába tartozó nem.

## Rendszerezésük
A Larus nem volt korábban a sirályfélék legnagyobb neme, melybe 45 fajt soroltak.
Az újabb vizsgálatok kiderítették, hogy a nem úgy polifiletikus, így több apróbb nemre bontották.
Valamennyi új nem korábban a Larus nem alnemeként volt használatban.
Nem minden rendszer vette át az új felosztást, így elég gyakran lehet továbbra is találkozni a sok fajt magában foglaló Larus nemmel. Valamennyi faj szinonim neveként elfogadható a régebben használt név is.
Az új besorolás szerint a nemek és a hozzájuk tartozó fajok a következők:
Larus - 25 faj
- bukó sirály (Larus pacificus)
- Larus belcheri
- argentin sirály (Larus atlanticus)
- feketefarkú sirály (Larus crassirostris)
- Heermann-sirály (Larus heermanni)
- viharsirály (Larus canus)
- kaliforniai sirály (Larus californicus)
- gyűrűscsőrű sirály (Larus delawarensis)
- dolmányos sirály (Larus marinus)
- déli sirály (Larus dominicanus)
- bering-tengeri sirály (Larus glaucescens)
- nyugati sirály (Larus occidentalis)
- Larus livens
- jeges sirály (Larus hyperboreus)
- sarki sirály (Larus glaucoides)
- ezüstsirály (Larus argentatus)
- eszkimósirály vagy Theyer-sirály (Larus thayeri)
- Heuglin-sirály (Larus heuglini)
- amerikai ezüstsirály (Larus smithsonianus)
- sárgalábú sirály (Larus cachinnans)
- Larus michahellis
- kelet-szibériai heringsirály (Larus vegae)
- örmény sirály (Larus armenicus)
- Larus schistisagus
- heringsirály (Larus fuscus)

Átsorolva az Ichthyaetus (Kaup 1829) nembe 6 faj:
- füstös sirály (Ichthyaetus hemprichi)
- pápaszemes sirály (Ichthyaetus leucophthalmus)
- halászsirály (Ichthyaetus ichthyaetus)
- korallsirály (Ichthyaetus audouinii)
- szerecsensirály (Ichthyaetus melanocephalus)
- mongol sirály (Ichthyaetus relictus)

Átsorolva a Leucophaeus (Bruch, 1853) nembe 5 faj:
- Leucophaeus scoresbii
- sivatagi sirály (Leucophaeus modestus)
- lávasirály (Leucophaeus fuliginosus)
- kacagó sirály (Leucophaeus atricilla)
- prérisirály más néven Franklin-sirály  (Leucophaeus pipixcan)

Átsorolva a Chroicocephalus (Eyton, 1836) nembe 11 faj:
- ausztrál sirály (Chroicocephalus novaehollandiae)
- vöröscsőrű sirály (Chroicocephalus scopulinus)
- Hartlaub-sirály (Chroicocephalus hartlaubii)
- barnadolmányú sirály (Chroicocephalus maculipennis)
- szürkefejű sirály (Chroicocephalus cirrocephalus)
- andoki sirály (Chroicocephalus serranus)
- maori sirály (Chroicocephalus bulleri)
- barnafejű sirály (Chroicocephalus brunnicephalus)
- dankasirály (Chroicocephalus ridibundus)
- vékonycsőrű sirály (Chroicocephalus genei)
- Bonaparte-sirály (Chroicocephalus philadelphia)

Átsorolva a Saundersilarus nembe 1 faj:
- Saunders-sirály (Saundersilarus saundersi)

Átsorolva a Hydrocoloeus nembe 1 faj:
- kis sirály (Hydrocoloeus minutus)